# Pineview
Pineview – miasto w Stanach Zjednoczonych, w stanie Georgia, w hrabstwie Wilcox.